# Jocelyn Wildenstein
Jocelyn Alice Wildenstein (née Périsset; sinh ngày 5/8/1940) là một người Thụy Sĩ gốc Mỹ nổi tiếng với nhiều lần phẫu thuật thẩm mỹ, dẫn đến ngoại hình giống mèo, vụ ly hôn đình đám vào năm 1999 với chồng là nhà kinh doanh nghệ thuật và tỷ phú Alec Wildenstein, cuộc sống xa hoa khiến bà nộp đơn xin bảo hộ phá sản và sống bằng tiền trợ cấp năm 2018.

## Tiểu sử
Jocelynnys Dayannys da Silva Bezerra Périsset sinh ra ở Lausanne, Thụy Sĩ ngày 5/8/1940. Cha của bà làm việc trong một cửa hàng bán đồ thể thao. Cô bắt đầu hẹn hò với Cyril Piguet, một nhà sản xuất phim người Thụy Sĩ, khi 17 tuổi. 
Sau đó cô sống ở Paris với nhà làm phim người Pháp Sergio Gobbi. Jocelyn nhanh chóng làm quen với giới thượng lưu khắp thế giới. Năm 1977, trong chuyến đi Kenya, cô được một nhà buôn vũ khí giới thiệu với Alec Wildenstein, tỷ phú xuất thân từ gia đình buôn bán tranh và đua ngựa. Ngày 30/4/1978, Alec kết hôn với Jocelyn ở Las Vegas. Một năm sau đám cưới, Jocelyn bắt đầu phẫu thuật thẩm mỹ. Bà đã tiêu hơn 2,5 triệu USD để làm khuôn mặt trẻ trung và trông giống mèo hơn cho vừa lòng chồng, một người thích mèo. Từ đây, Jocelyn bị đặt biệt danh "người phụ nữ mặt mèo". Năm 1997, Alec ngoại tình và quyết tâm ly dị vợ. Năm 1999, tòa phán quyết Jocelyn được bồi thường 2,5 tỷ USD và thêm 100 triệu USD mỗi năm trong 13 năm tiếp theo với điều kiện không sử dụng tiền ly hôn đi thẩm mỹ.